# Dobrada
Dobrada is een gemeente in de Braziliaanse deelstaat São Paulo. De gemeente telt 8.214 inwoners (schatting 2009).

## Geboren
- Sérgio da Rocha (1959), geestelijke, aartsbisschop van Teresina (2008-2011), Brasilia (2011-2020) en  Salvador (sinds 2020), en kardinaal